# جون ميخائيل بولجر
جون ميخائيل بولجر (بالإنجليزية: John Michael Bolger)‏ هو ممثل أمريكي، ولد في 27 يونيو 1956 في الولايات المتحدة.

## أعمال

### أفلام
- (1988) التؤام[1]

## وصلات خارجية
- الموقع الرسمي
- جون ميخائيل بولجر على موقع IMDb (الإنجليزية)
- جون ميخائيل بولجر على موقع ألو سيني (الفرنسية)
- جون ميخائيل بولجر على موقع أول موفي (الإنجليزية)
- جون ميخائيل بولجر على موقع قاعدة بيانات الأفلام السويدية (السويدية)
- جون ميخائيل بولجر على موقع قاعدة بيانات الفيلم (الإنجليزية)
- جون ميخائيل بولجر على موقع كينوبويسك (الروسية)